# Institut australien d'aquarelle
L’Institut australien d'aquarelle (The Australian Aquarelle Institut (AWI)) est une association sans but lucratif vouée à la promotion de l'aquarelle en Australie. Elle a été fondée en 1923 par six peintres à Sydney sur le modèle de la Royal Watercolour Society et de l'American Watercolor Society. 

## Historique
La première exposition de l'AWI a eu lieu en 1924. Une exposition des élèves a commencé en 1930. Jusqu'en 1974, les membres de l'AWI se réunissaient en différents lieux et les expositions annuelles avaient lieu dans diverses galeries. Cette année-là, l'AWI a reçu une subvention lui permettant de louer un local dans un bâtiment situé sur la rue Sussex à Sydney. Un échange d'exposition a eu lieu avec l’American Watercolor Society en 1975 et en 1977, une exposition de l'AWI a fait une tournée en Nouvelle-Zélande. Depuis, la présence internationale s'est élargie à la ville de Mexico au Mexique, en Espagne, à Vancouver au Canada, à Hong Kong et à la Corée (4th Asian Grand Aquarelle Festival, Biennale de Busan). 
Les membres fondateurs étaient J. Bennett, James Alfred Bergeron, Albert Henry Fullwood, Benjamin Edwin Minns, Martin Stainforth, Charles Ephraim Smith Tindall. Parmi les membres invités de la Fondation figurent Albert Collins, John Eldershaw, Hans Heysen, Norman Lindsay, Sydney Long, Arthur Streeton, John D. Moore et Blamire Young. Parmi les anciens présidents figurent George Duncan et Hal Missingham. D'autres membres connus sont Ronald Steuart, lauréat du prix Wynne 1958, et Robert Wade, lauréat en 1986 de la médaille Advance Australia pour sa contribution exceptionnelle à l'aquarelle australienne. Bien que l'adhésion se fasse sur invitation, il n'est pas obligatoire d'être membre pour participer à l'exposition annuelle, comme le montre l'exemple de Heysen. La première œuvre exposée par Jean Isherwood avec l'AWI, en 1934, était un petit tableau mais, par la suite, il est devenu un exposant régulier. En 2006, dix pour cent des membres ont reçu une ou des décorations par l'État australien.

## Publications
L'AWI a publié son premier livre, Australian Watercolour Institute: 75th anniversary 1923-1998 à l'occasion de son 75e anniversaire en 1998. Son deuxième livre, The Australian Watercolour Institute: A Galley of Australia's Finest Watercolours a été publié en 2006. [7] L'édition 2006  reproduit plus de 150 œuvres contemporaines australiennes d'aquarelle ainsi qu'une quarantaine d'œuvres historiques et comprend des articles sur l'histoire de l'aquarelle en Australie. 